# Aethelflaed (cratère)
Pour les articles homonymes, voir Æthelflæd (homonymie).
Aethelflaed est un cratère de 20 km de diamètre situé sur Vénus, aux coordonnées de -18,2 ° de latitude et 196,6 ° de longitude Est. Il a été nommé en l'honneur de Æthelflæd, Dame de Mercie .